# 루이 1세 드 블루아샤티용
루이 1세 드 블루아샤티용(Louis Ier de Blois-Châtillon, 1346년 8월 26일 사망)은 블루아 백작 기 1세와 발루아 가의 마르그리트 사이에 태어난 아들로, 1342년–1346년간 블루아 백작이자 아베느 영주였다.
1340년 수아송에서 보몽의 영주 장 드 보몽의 딸인 수아송 여백작 잔 드 에노와 혼인하였다. 그들은 세 명의 자녀를 두었다:
- 블루아와 수아송 백작 루이 3세
- 블루아 백작 장 2세
- 블루아와 수아송 백작 기 2세.

루이는 크레시 전투에서 전사했다.